# 阿歷士·高美斯
阿歷士·高美斯（西班牙語：Àlex Gómez i Comes，1972年10月8日—），出生於西班牙滨海拉阿梅特利亚，是一名球隊領隊，曾執教香港甲組足球聯賽球隊傑志。
在他來港執教傑志前，他曾在巴塞隆拿青年隊任職。

## 執教生涯

### 早期生涯
阿歷士·高美斯2007年在拉瑪西亞開始他的執教生涯。
2011年夏天，阿歷士·高美斯被任命為巴塞隆納C隊教練。

### 傑志
2013年5月21日，阿歷士·高美斯與香港甲組足球聯賽球隊傑志簽署1年合約，取代轉投澳職球隊阿德雷德聯的荷西·甘巴爾。
2013年11月15日，傑志公佈高美斯離任。